# Серкел Пајнс (Минесота)
Серкел Пајнс (енгл. Circle Pines) град је у америчкој савезној држави Минесота.

## Демографија
По попису из 2010. године број становника је 4.918, што је 255 (5,5%) становника више него 2000. године.
| Група             | 2000.         | 2010.         |
| Белци             | 4.443 (95,3%) | 4.463 (90,7%) |
| Афроамериканци    | 11 (0,2%)     | 87 (1,8%)     |
| Азијати           | 81 (1,7%)     | 159 (3,2%)    |
| Хиспаноамериканци | 45 (1,0%)     | 97 (2,0%)     |
| Укупно            | 4.663         | 4.918         |